# Frente Nacional Constitucionalista
El Frente Nacional Constitucionalista o comúnmente denominado Frente Constitucionalista fue una coalición de partidos políticos ecuatorianos, a finales de la década de los 70.
Esta agrupación de tiendas políticas participó con un candidato único, Sixto Durán-Ballén, en las elecciones presidenciales de Ecuador de 1978 - 1979, obteniendo finalista siendo derrotado por Jaime Roldós en primera y segunda vueltas.

## Historia
La agrupación se conformó previo a las elecciones presidenciales que buscaban al nuevo presidente de la República por el Retorno a la Democracia. La mayoría de estos partidos se identificaban con la tendencia populista.
Se presentaron a las elecciones de 1978 - 1979 con Sixto Durán-Ballén, candidato del Partido Social Cristiano, que pertenecía a esta alianza. Durante estas, alcanzaron un lugar en la primera y segunda vueltas electorales, derrotado por el candidato de la Concentración de Fuerzas Populares Jaime Roldós. Esta ha sido la alianza menos amplia en llegar al poder, compuesta por 7 partidos oficializados por el Tribunal Supremo Electoral.

## Integrantes
El frente estaba conformado por distintos partidos políticos de oposición al gobierno del Consejo Supremo de Gobierno.
- Partido Social Cristiano
- Partido Conservador Ecuatoriano
- Coalición Institucionalista Democrática
- Acción Popular Revolucionaria Ecuatoriana
- Partido Nacionalista Revolucionario
- Federación Nacional Velasquista
- Acción Revolucionaria Nacionalista Ecuatoriana

## Resultados electorales

### Presidenciales
| Año  | Candidatos         | Candidatos        | 1a Vuelta | 1a Vuelta | 2a Vuelta | 2a Vuelta | Resultado |
| Año  | Presidente         | Vicepresidente    | Votos     | %         | Votos     | %         | Resultado |
| ---- | ------------------ | ----------------- | --------- | --------- | --------- | --------- | --------- |
| 1979 | Sixto Durán-Ballén | José Icaza Roldós | 328,461   | 23,86%    | 471,657   | 31,51%    | 2°        |